# ディア・ミルザ
ディア・ミルザ（Dia Mirza,ヒンディー語: दिया मिर्ज़ा,ベンガル語: দিয়া মির্জা,1981年12月9日 - ）は、インドの女優であり、モデルである。
生名は、ディア・ハントリッヒ（Dia Handrich）

## 来歴
インド南東部にあるアーンドラ・プラデーシュ州の州都であり、IT都市であるハイデラバードにおいて、父親はドイツのバイエルン州出身のデザイナーであるフランク・ハントリッヒ、母親はベンガル人の間にて生誕した。両親は、幼少期の時に離婚し、ドイツ人の父親は、9歳の時に死亡した。
母親は後にイスラム教徒の男性であるアフマド・ミルザと再婚した。義理の父親はムスリムであったが、ディアはムスリマでは無くヒンドゥー教徒であった。
地元ハイデラバードにある高校を卒業後、アーンドラ・プラデーシュオープン大学に入学して学位を取得した。

### モデル
彼女の美貌は街中でつとに知られており、10代の頃より、モデルとしてテレビや雑誌などの場において、数多くのブランドの広告塔を務めた。やがて、美のコンテストに参加しないかと、声をかけられたことにより、2000年度のミス・インディアン・コンテストに参加した。彼女は2000年度のミス・インディアンにおいては3位に選ばれた。その後ミルザは、2000年度のミス・アジア･太平洋・コンテストに参加、ミルザは見事に優勝した。

### 女優
2001年、ミルザは、ボリウッド映画である『Rehnaa Hai Terre Dil Mein』でデビューした。 
ミルザは、2002年に、『Rehnaa Hai Terre Dil Mein』により、スクリーン・ウィークリー・アワードとジー・シネ・アワードにノミネートされた。

## 主な出演作品
| 公開年 | 邦題 原題                   | 役名             | 備考 |
| ------ | --------------------------- | ---------------- | ---- |
| 2001   | Rehna Hai Tere Dil Mein     |                  |      |
| 2002   | Tumko Na Bhool Paayenge     |                  |      |
| 2003   | Pran Jaye Par Shaan Na Jaye |                  |      |
| 2004   | Tumsa Nahin Dekha           |                  |      |
| 2005   | Parineeta                   |                  |      |
| 2005   | My Brother… Nikhil          |                  |      |
| 2006   | Fight Club - Members Only   |                  |      |
| 2007   | Honeymoon Travels Pvt. Ltd. |                  |      |
| 2007   | Om Shanti Om                |                  |      |
| 2008   | Kaho Naa Yaar Hai           |                  |      |
| 2009   | Acid Factory                |                  |      |
| 2009   | Fruit and Nut               |                  |      |
| 2010   | Hum Tum Aur Ghost           |                  |      |
| 2018   | SANJU サンジュ Sanju        | マニヤタ・ダット |      |